# Sclerolobium densiflorum
Sclerolobium densiflorum é uma espécie vegetal da família Fabaceae.
Apenas pode ser encontrada no Brasil.